# Dadaj
Dadaj (deutsch Daddaisee) ist ein Rinnensee von 1002 Hektar Fläche im Zufluss des Flusses Alle im Zentrum der Woiwodschaft Ermland-Masuren.

## Geografie

### Geografische Lage
Der Jezioro Dadaj liegt vier Kilometer westlich der Stadt Biskupiec (Bischofsburg) im östlichen Bereich der Allensteiner Seenplatte (Pojezierze Olsztyńskie). Die Landschaft gehört zum Baltischen Höhenrücken.

### Geologie
Die Landschaft wurde gestaltet durch den Eisschild und ist eine postglaziale, hügelige, bewaldete  Grundmoräne mit zahlreichen Rinnenseen und Flüssen.

## Literarischer Schauplatz
Der Schriftsteller Artur Becker schrieb über den Dadajsee in den Romanen Der Dadajsee und Wodka und Messer – Lied vom Ertrinken.